# Défense contre les prédateurs
 (octobre 2020).

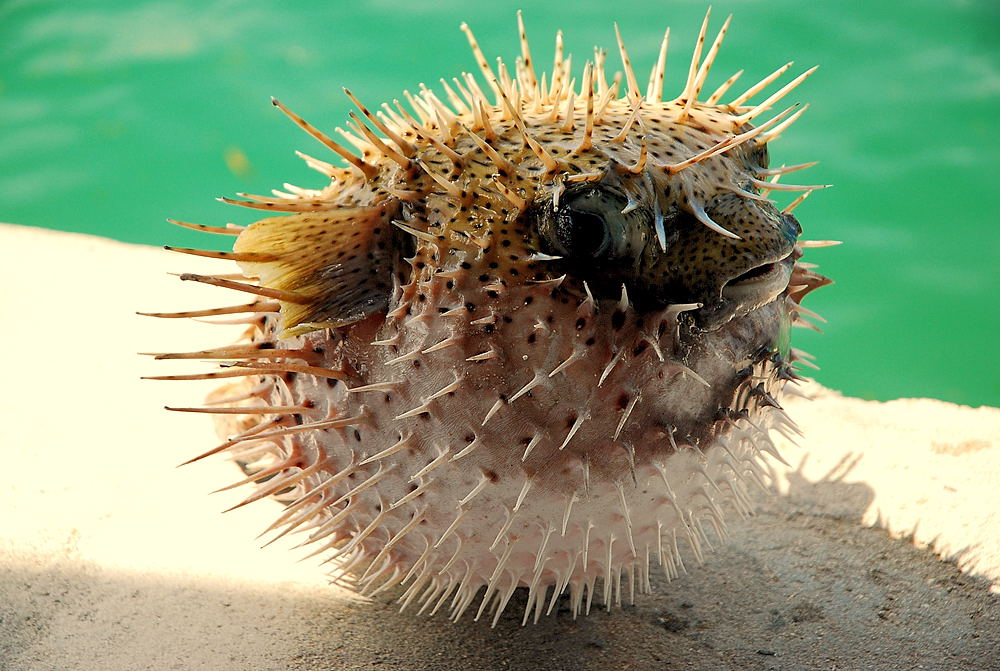
Diodon gonflé d'eau hérissant ses piquants

En écologie évolutive, les moyens de défense contre les prédateurs, appelés aussi stratégies anti-prédation, sont un ensemble de comportements et d'organes dont les animaux sont pourvus au fur et à mesure de leur évolution, leur permettant de lutter contre leurs prédateurs. Ces moyens de défense peuvent notamment consister en la possibilité d'affronter physiquement le prédateur (griffes, défenses...), en son intimidation ou en la possibilité de se rendre imperceptible pour le prédateur (camouflage).
La prédation et les réponses adaptatives des proies à cette pression de sélection sont omniprésentes dans la nature et constituent un mode de relations qui a des répercussions importantes au sein d’un écosystème. La régulation des populations des proies et prédateurs qui en découle a aussi d’importantes conséquences sur leur environnement biotique (voire abiotique, pour les animaux fouisseurs, bioconstructeurs ou constructeurs de barrages par exemple). 
La présence de prédateurs entraine des adaptations qui permettent une meilleure valeur sélective (meilleure survie et reproduction des proies dans leur environnement). Les adaptations sont comportementales et morphologiques. Elles sont extrêmement variées et en perpétuelle évolution, avec par exemple des réactions d'immobilisation ou d'imitation (chez un animal mimétique), d'enfouissement, ou au contraire de fuite brusque et rapide (comme chez les antilopes) sont mises en place. On observe aussi des dispositifs mécaniques de protection comme la brusque fermeture des coquilles de mollusques bivalves, la rétraction dans une carapace (Tortue) ou l'utilisation de « défenses chimiques » chez des espèces aussi diverses que des insectes, champignons ou plantes.

## Mécanismes d'évolution
Pour comprendre l'évolution des « traits de défense » chez les proies, il est indispensable de prendre en compte la dynamique des populations des proies quand il y a une interaction avec un prédateur. 
Les traits de défense évoluent face à la pression de sélection qu'est la prédation pour redonner un avantage aux proies, on parle de sélection naturelle. Il y a co-évolution quand les traits de défense évoluent parallèlement avec les traits de prédation. 
Quand il y a une corrélation négative entre un trait de défense d'une proie et un autre trait de celle-ci, on parle de compromis évolutif. Par ailleurs il existe des évolutions liées à des traits de préférence sexuelle (sélection sexuelle). Ces deux dernières contraintes évolutives peuvent contre-sélectionner des stratégies de défenses, lesquelles seraient sélectionnées par la pression de prédation.

### Dynamique proie-prédateur et évolution des défenses

#### Les modèles de la dynamique proie-prédateur
L’évolution des traits des défenses chez les proies est intimement liée à la dynamique des populations de la proie elle-même. En effet, la pression de sélection qu'est la prédation entraîne une dynamique proie-prédateur qui a pour conséquence l'évolution des traits de défense. 
Les deux modèles standards de l’interaction proie-prédateur (aussi valable pour la relation hôte-parasite) sont les modèles de Lotka-Volterra et de Nicholson–Bailey (en). Ces modèles sont une représentation simplifiée du système proie-prédateur car seul le paramètre « densité-dépendant » entre en compte.
Modèle de Lotka-Volterra
```

  

    

      

        

          

            

              
d

              
N

            

            

              
d

              
t

            

          

        

        
=

        
r

        
N

        
(

        
1

        
−

        

          

            
N

            
K

          

        

        
)

        
−

        
C

        
N

        
P

      

    

    
{\displaystyle {\frac {dN}{dt}}=rN(1-{\frac {N}{K}})-CNP}

  

  

    

      

        

          

            

              
d

              
P

            

            

              
d

              
t

            

          

        

        
=

        
P

        
(

        
B

        
C

        
N

        
−

        
D

        
)

      

    

    
{\displaystyle {\frac {dP}{dt}}=P(BCN-D)}

  

N : nombre d’individus dans la population de proies
P : nombre d’individus dans la population de prédateurs
r : taux d’accroissement maximum
K : capacité de charge de la proie
C : taux de capture 
B : taux d’efficacité de conversion de la proie ingérée en nouveau prédateur
D : taux de mortalité ou taux de nourriture requis pour le remplacement du prédateur
```

Ce modèle décrit des temps continus. Ces équations présentent toujours un équilibre entre les 2 espèces si la capacité de charge de la proie est assez importante. En effet, si la densité de population d'une proie est faible, elle permettra le maintien de moins de prédateurs. Ce modèle de la dynamique rend possible des cycles de dynamique des populations proies-prédateurs. Pour la dynamique des proies, on reconnait le modèle de la croissance logistique auquel on ajoute un facteur de prédation.
```
Le modèle de Nicholson-Bailey

  

    

      

        

          
N

          

            
t

            
+

            
1

          

        

        
=

        

          
N

          

            
t

          

        

        

          
e

          

            
r

            
(

            
1

            
−

            

              

                

                  
N

                  

                    
t

                  

                

                
K

              

            

            
)

            
−

            
C

            

              
P

              

                
t

              

            

          

        

      

    

    
{\displaystyle N_{t+1}=N_{t}e^{r(1-{\frac {N_{t}}{K}})-CP_{t}}}

  

  

    

      

        

          
P

          

            
t

            
+

            
1

          

        

        
=

        
B

        

          
N

          

            
t

          

        

        
(

        
1

        
−

        

          
e

          

            
−

            
C

            

              
P

              

                
t

              

            

          

        

        
)

      

    

    
{\displaystyle P_{t+1}=BN_{t}(1-e^{-CP_{t}})}

  

N
t
 : nombre de proies au temps t
P
t
 : nombre de prédateurs au temps t
```

Le modèle de Nicholson-Bailey caractérise la densité de population pour des temps discrets, on utilise donc ce modèle par exemple, lorsque la reproduction a lieu à chaque saison. L’hypothèse est donc que les proies sont mangées par les prédateurs de manière continue pendant la saison, mais que le nombre de prédateurs ne change pas dans l'intervalle. Ainsi, le nombre de descendants de proies correspond au nombre de proies survivantes multiplié par un taux de reproduction par individu.
Un modèle mathématique de la dynamique des populations pour le mimétisme Batésien a été développé. La probabilité de recherche et d'attaque de la proie par le prédateur dépend de l'image de sa recherche. Le prédateur ne peut pas distinguer le modèle du mime. Une fois que le prédateur mange un organisme modèle (donc toxique), il omet de son menu le modèle ainsi que le mime. Si le prédateur mange un individu mime, la probabilité de recherche et d'attaque augmente pour le mime et le modèle. Le modèle mathématique de la dynamique des populations pour le mimétisme Batésien a montré que la persistance de la population du modèle ne dépend pas de la taille de population du mime tandis que la condition de la persistance de la population du mime dépend de la capacité du prédateur à mémoriser une image de recherche. Ainsi, par ce modèle, on comprend l'évolution du trait de défense qu'est le mimétisme Batésien quand un mime et un modèle sont soumis à la prédation.

#### Réponse adaptative au sein de cette dynamique
L’évolution des traits des défenses des proies est une source d’instabilité. L’instabilité se traduit soit par une dynamique des populations et des traits cycliques, soit par l’extinction de la proie.
Le mécanisme d’instabilité cyclique est le suivant : le prédateur réduit le nombre de proies, donc il est moins rassasié, ainsi le risque de capture de proies augmente, donc on sélectionne certaines des défenses des proies. Cette sélection a pour conséquence la diminution de la population de prédateurs, ce qui entraîne une dé-sélection des traits de défense coûteux. Si l’échelle du temps est correcte (entre l’évolution du prédateur et l’adaptation de la proie), on obtient un cycle pour lequel il faut une lente dynamique des prédateurs et une évolution relativement rapide des proies. On obtient un cycle positif sur les défenses des proies : leur vulnérabilité augmente, donc on obtient une amplitude plus importante de la dynamique de la population des proies, ce qui implique que les prédateurs sont soit rares soit rassasiés, et ainsi désélectionne les défenses des proies. Si ce cycle n’est pas altéré, la dynamique des cycles des populations augmente en amplitude ce qui entraîne la disparition de la proie ou du prédateur.
Dans une population de prédateurs constante (existence de proies alternatives), la pression subie par la principale proie empêche la dynamique en cycles de population. Dans ce cas, la population de proies déclinera sans cycle. Les prédateurs seront d’autant moins rassasiés que les proies se feront rares et deviennent difficiles à attraper. Ce qui augmente le risque encouru par les proies et sélectionne les meilleures défenses. Si les meilleures défenses requièrent une capture réduite de la nourriture des proies (par exemple, la vulnérabilité d’un herbivore est basée sur le temps qu’il met à brouter) alors le résultat de l’évolution peut mener à l’extinction des petites populations. Dans les modèles stochastiques, les extinctions apparaissent rapidement avec ce scénario.
L’évolution de la proie n’est pas toujours déstabilisante. Une réponse linéaire du prédateur entraîne évolution des traits défensifs de la proies qui apparaîtront stables. Les prédateurs ont un taux de capture maximum ce qui empêche celui-ci d’augmenter même si la proie devient très vulnérable. Une grande densité de prédateurs dans le cycle de dynamique de population va sélectionner les meilleures défenses, ce qui va supprimer le cycle.

#### Impacts sur l'évolution des traits de défenses
Les traits de défense des proies peuvent aussi être classés en fonction des paramètres de la dynamique des populations qui sont affectés par ce trait.  Le seul paramètre toujours pris en compte dans les modèles de dynamique proie-prédateur est le taux de capture des proies (C dans les équations), qui est une fonction des traits des proies mais aussi des traits des prédateurs. 
Les traits de défense des proies qui réduisent la probabilité pour la proie de rencontrer un prédateur, ou d’être détectée si la rencontre a lieu, mais aussi d’échapper quand la détection a eu lieu, entraîne un taux de capture plus faible. La fuite peut avoir lieu si la proie arrive à décourager le prédateur d’attaquer en apparaissant dangereuse, non-appétante, ou bien en montrant sa capacité à s’échapper de telle façon à ce que l’attaque soit inutile.  
L’adaptation des proies qui ont un grand risque de prédation, induit une croissance plus rapide des étapes vulnérables ou des adaptations à une fort taux de mortalité (comme, une reproduction avancée, ou un investissement plus fort dans la reproduction). Les traits de défense ont un coût qui a un rôle dans la limitation de ces traits (qui évolueraient vers l’infini sans les coûts). 
La pression de sélection détermine le taux de changement de la valeur moyenne du trait. La première approche pour comprendre l’évolution du trait, est de se baser sur l’équation de la récurrence génétique; la seconde approche suppose que la population est composée de clones asexués, et que les petites mutations produisent de nouveaux clones qui ont des phénotypes légèrement différents. Si le nouveau clone a une meilleure fitness que le précédent, alors il envahira et remplacera le plus faible ou il coexistera avec lui.

### Sélection naturelle des défenses anti-prédation
Pour qu’il y ait évolution d’un trait de défense dans la population il faut qu’il y ait une variation de ce trait en son sein, que cette variation individuelle soit héritable et qu’elle soit corrélée à la probabilité de survie ou au succès reproducteur des individus qui la portent.
La sélection naturelle d’un trait de défense au sein d’une population a lieu lorsque des individus de cette population, possédant un trait particulier, héréditaire, de défense anti-prédation, sont plus aptes à survivre et à se reproduire que les autres individus de la population.
On distingue plusieurs types de sélections naturelles sur un trait particulier, selon la relation existant entre la valeur de ce trait (par exemple : la taille des individus) et la valeur sélective (valeur sélective d’un phénotype particulier : espérance du nombre de descendants d’un individu possédant ce phénotype). Si cette relation est toujours positive (ou toujours négative), on dit que la sélection est directionnelle pour des valeurs élevées (ou faibles) du caractère. Si cette relation passe par un maximum, de telle sorte qu’une valeur intermédiaire du caractère maximise la valeur sélective, on parle de sélection stabilisante. Enfin, si cette relation est nulle, le polymorphisme du caractère est dit sélectivement neutre.
La plupart des interactions dans la nature sont asymétriques et il est souvent évident que l’interaction proie-prédateur se caractérise par une plus grande réponse de la part des proies que de la part des prédateurs. En effet, le cycle de vie (et donc la vitesse de mutation) est plus rapide chez les proies car leur fitness est directement atteinte par la mortalité alors que le prédateur a seulement faim.

### Co-évolution des traits de défenses et de prédations
Pour considérer la co-évolution d’un trait de défense de la proie et d’un trait de prédation d'un prédateur, il faut partir du fait que ces deux traits sont corrélés. Pour observer une coévolution proie-prédateur, on introduit une mutation dans la population des proies et des prédateurs. L’évolution de la proie est soumise à deux forces : la compétition intra-spécifique, qui entraîne une diversification des traits phénotypiques, et la pression des prédateurs, qui favorise les phénotypes très différents des préférences des prédateurs. Dans les modèles mathématiques, on observe que les traits des prédateurs se rapprochent de la valeur du trait de défense des proies, ce qui a pour conséquence la diversification polymorphique des proies due à la compétition. Finalement, les prédateurs n’arrivant pas à adapter leur préférence suffisamment vite, disparaissent. Cependant, si la probabilité de mutation chez le prédateur augmente, au bout d’un certain temps les traits de défense et de prédation évoluent simultanément : on appelle ce phénomène la théorie de la Reine Rouge, ou la course aux armements. Selon cette théorie les deux organismes, ici la proie et le prédateur, co-évoluent en parallèle pour s'adapter aux traits de leur adversaire.

### Compromis évolutif et stratégies selon l'environnement
Les traits d’anti-prédation évoluent en relation avec d’autres traits propres aux proies. Cependant, il existe un compromis évolutif, c'est-à-dire un compromis de l’énergie à allouer à ces différents traits. Ces compromis sont guidés selon des facteurs abiotiques, fonction de l’environnement dans lequel se trouve la proie.
Prenons l’exemple de la forêt tropicale : celle-ci présente une diversité d’habitats, qui entraînent alors une spécialisation des plantes.  Près de Iquitos, en Amazonie péruvienne, on retrouve un environnement riche en nutriments qui entoure un espace de sable blanc pauvre en nutriments. Les études ont montré une distribution différentes des espèces. En effet, les plantes qui poussent dans les milieux pauvres en nutriments poussent moins vite mais sont plus résistantes aux herbivores, tandis que les plantes qui vivent en milieux riches en nutriments répartissent leur énergie différemment ; elles poussent plus vite mais résistent moins bien aux herbivores. 
Un autre exemple : les herbivores soumis à un risque de prédation doivent faire face à des contraintes multiples pour ajuster leur comportement afin de maximiser la prise de nourriture mais aussi la sécurité. Ces contraintes peuvent modifier la dynamique des populations directement ou indirectement en fonction des ajustements de comportements. Le trade-off entre la vigilance et le temps passé à se nourrir constitue une petite partie des ajustements de comportement. La surveillance à un coût non négligeable lorsque l'herbivore est soumis à une forte contrainte de prédation.

### Sélection sexuelle: sélection ou contre-sélection des défenses

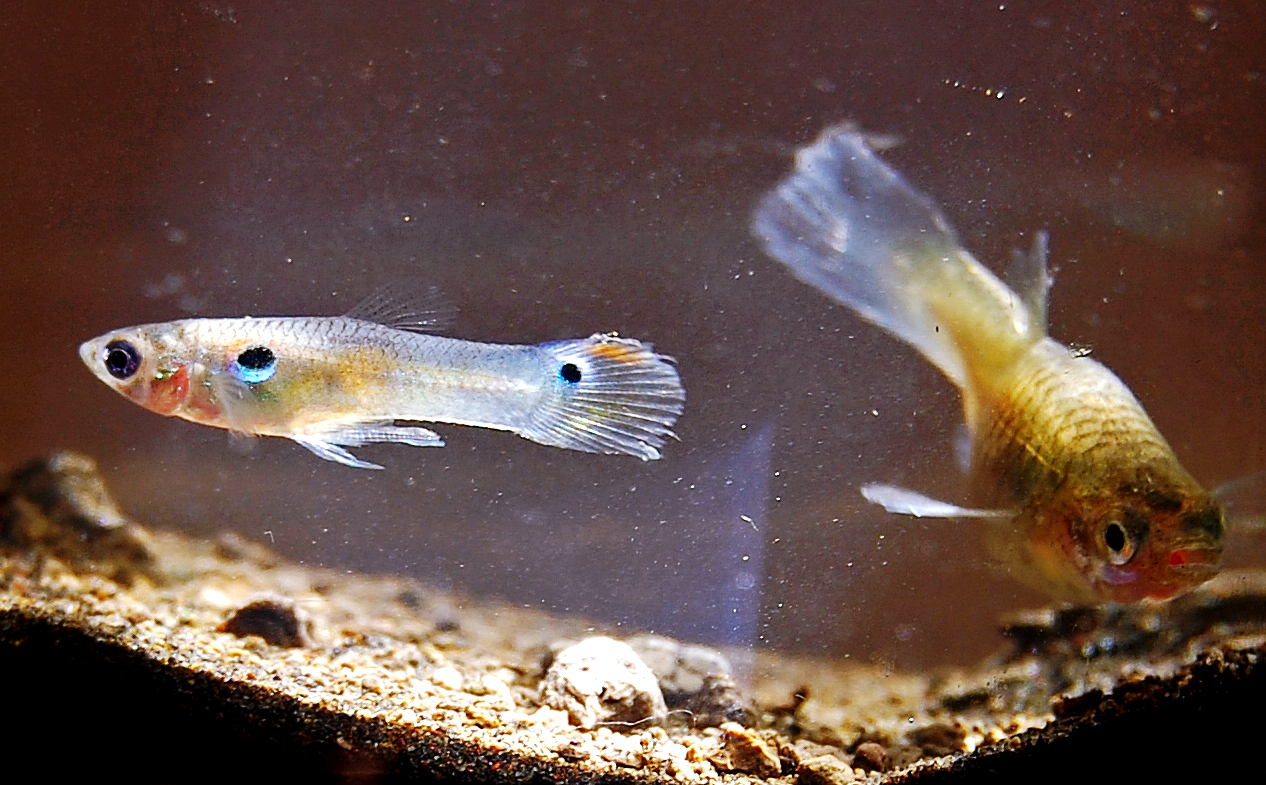
Couple de guppys sauvages provenant de la Rivière Ciliwung, Bogor, Java occidental, Indonésie. Le mâle exhibe des points de couleurs.

La sélection sexuelle peut sélectionner ou contre-sélectionner des traits de défenses selon les espèces.
Chez les Guppys (Poecilia reticulata), les mâles exhibent des points de couleurs au moment de la parade. La coloration des mâles est corrélée non seulement à un bon régime alimentaire mais aussi à leur témérité en présence de prédateurs comme les Cichlidés. Les femelles préfèrent les mâles colorés, mais encore plus, les mâles audacieux qu'elles ont pu observer en présence de prédateurs. La sélection sexuelle ainsi que la théorie de l’emballement, aussi appelée emballement fisherien (les traits portés par les mâles, préférés par les femelles seront plus transmis à la descendance) favorisent donc la transmission d’un trait anti-prédation, comme la témérité face à un prédateur.   
Cependant, la sélection sexuelle peut aussi contre-sélectionner des traits d'anti-prédation. Chez les Paons, les femelles préfèrent les mâles aux longues queues colorées. Mais plus les plumes sont brillantes et longues plus elles attirent les prédateurs et plus il est difficile de leur échapper. Les femelles, en préférant les mâles aux longues queues colorées, choisissent une qualité génétique : des mâles assez robustes et en bonne santé pour surpasser le handicap de cet ornement. On parle de théorie du handicap. On observe ici que la sélection intersexuelle peut contre-sélectionner des traits d’anti-prédation comme la fuite et le camouflage qui sont liés aux queues plus petites et moins colorées.

## Traits de défenses

### Sécrétion de substances

#### Substances non toxiques
- La janthine peut lâcher un colorant.
- La moufette peut lancer un liquide malodorant.
- Les céphalopodes tels que les pieuvres, les calmars et les seiches peuvent lancer de l'encre.

#### Substances toxiques
- L'ortie et le sumac vénéneux produisent un suc irritant ("urticant", qui dérive de "ortie"), celle du sumac pouvant même provoquer la mort.
- Les dendrobates et quelques autres amphibiens produisent une toxine qui dans le cas des dendrobates est mortelle.
- Les phyllobates, autre variété de grenouilles, ont aussi la peau enduite d'un toxique, mais produit à partir de leurs aliments; hors de leur environnement elles perdent cette capacité.
- Plusieurs insectes ou arachnoïdes, tels les abeilles, les guêpes, certaines espèces de fourmis, les scorpions, produisent un venin, parfois mortel, qu'ils inoculent à l'aide d'un dard; dans le cas du scorpion, c'est à la fois un moyen de défense et d'attaque.

### Protections physiques

#### Griffes, piquants et défenses
- Le casoar peut " lancer " ses griffes sur l'ennemi.
- Le porc-épic se hérisse de piquants.
- Le diodon est un poisson hérissé de piquants qu'il peut dresser en se gonflant avec de l'eau.

#### Carapaces et peaux dures
- Les tortues sont munies d'une carapace, plus solide et plus difficile à perforer qu'une peau.
- Le tatou est muni d'une peau dure placée sur son dos, qui lui permet de se mettre en boule.

### Fuite

#### Comportement nocturne
Probablement afin de diminuer le risque d’être détectés, certains animaux vivent dans des zones où il sera difficile de les voir durant la journée. Par exemple 
de nombreux animaux ne quittent le couvert de la forêt que la nuit ou quand la lumière décline ;
Certaines espèces de poissons se cantonnent la plupart du temps à la profondeur à laquelle ils ne sont pas visibles par des prédateurs tels que des hérons ou cormorans situés au-dessus de la surface ;
le zooplancton migre verticalement dans les profondeurs sombres de l’océan durant le jour pour ne pas être repérés par d’éventuels prédateurs comme les poissons. La nuit, le zooplancton remonte à la surface où il sera alors moins visible et donc moins vulnérable.

#### Immobilité
Certains animaux adoptent une stratégie de défense par l’immobilité. 
En cas de rencontre avec un prédateur, la proie cesse tout mouvement susceptible de la faire repérer. 

Par exemple, une expérience montre qu’une souris mise en contact avec un prédateur, un serpent, s’immobilise pendant plusieurs secondes pour ne pas être détectée par ce dernier.
Parfois l'animal prend en outre l'attitude d'un animal mort.

### Camouflage et déguisement
L'évolution a permis à certains animaux de développer des adaptations qui permettent à ces animaux d'être confondus par les prédateurs en des organismes ou choses n'étant pas une proie. Deux stratégies sont possibles, soit ressembler à l'environnement pour ne pas être perçus par les prédateurs (on parle alors de camouflage), soit être clairement pris pour un individu d'une autre espèces non comestible (mimétisme). Ces moyens peuvent être chimiques ou visuels.
- La phalène du bouleau porte une couleur semblable à celle du tronc du bouleau, afin de se rendre invisible.
- Le caméléon peut modifier la couleur  de sa peau pour se confondre avec son environnement.

Cette stratégie est aussi utilisée par des prédateurs : Le poisson pierre, immobile et indétectable happe la proie qui passe à sa portée, et la robe tachetée du guépard l'aide à se fondre dans la brousse. 

Certains organismes sont capables d’imiter les formes de leur environnement. Par exemple, les phasmes ont la forme d’une brindille ou d'une feuilles pour ne pas être repérés. 

D'autres poussent le camouflage à l’extrême, en changeant leurs couleurs en fonction des couleurs et motifs du milieu qui les entoure. Cette faculté est possible grâce à des cellules spécialisées de la peau, les chromatophores. Certains céphalopodes comme les seiches utilisent cette stratégie.

#### Mimétisme
Pour échapper aux prédateurs, certaines proies inoffensives ont développé des mécanismes surprenants de mimétisme en reproduisant l’allure (homomorphie), la couleur (homochromie) et/ou la forme d’une autre espèce (le modèle), capable d’éloigner les prédateurs par des mécanismes de défenses divers (venin, odeur désagréable…). Ce phénomène est basé sur la coévolution entre deux espèces.

##### Mimétisme müllérien

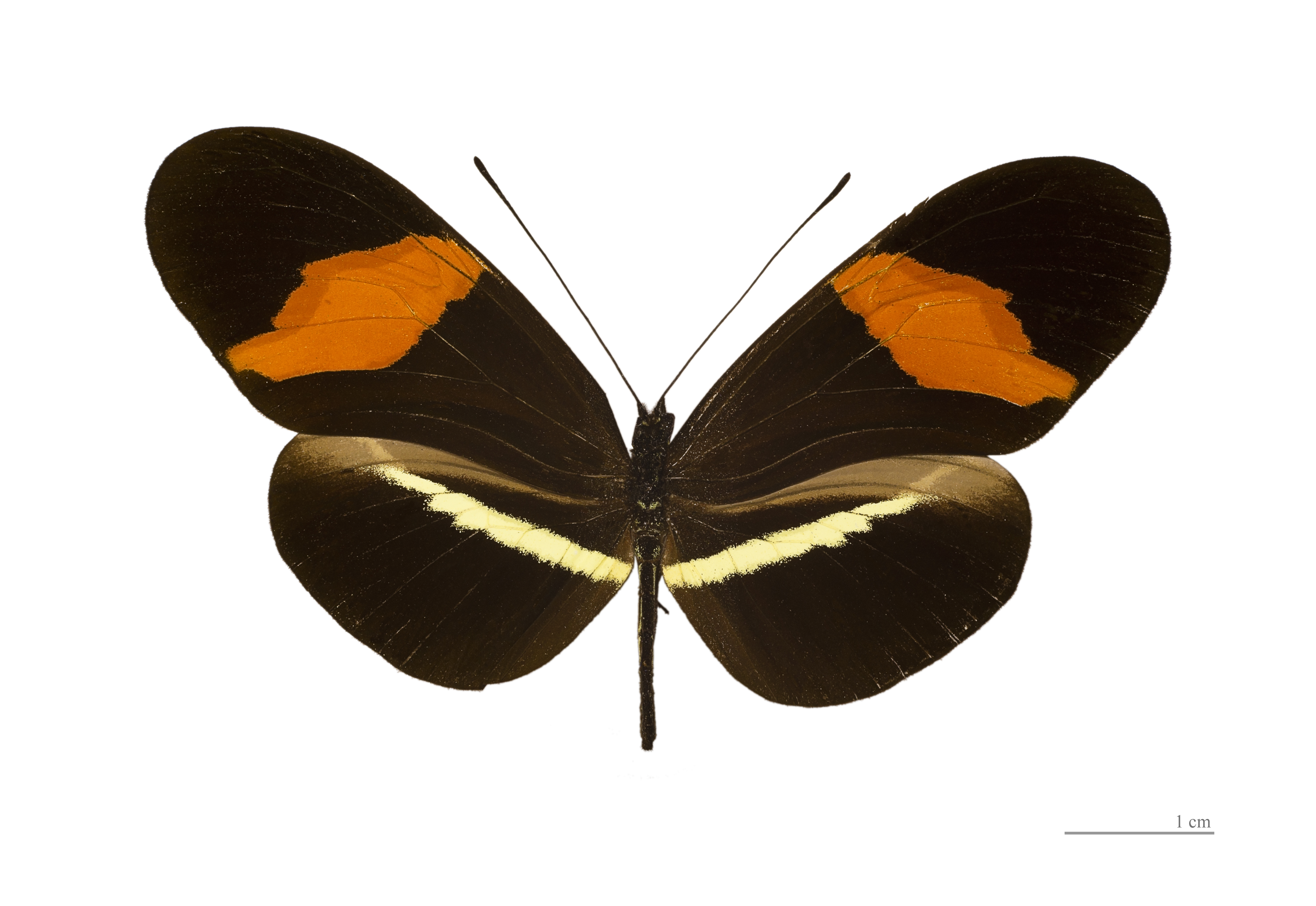
Heliconius erato petiveranus.

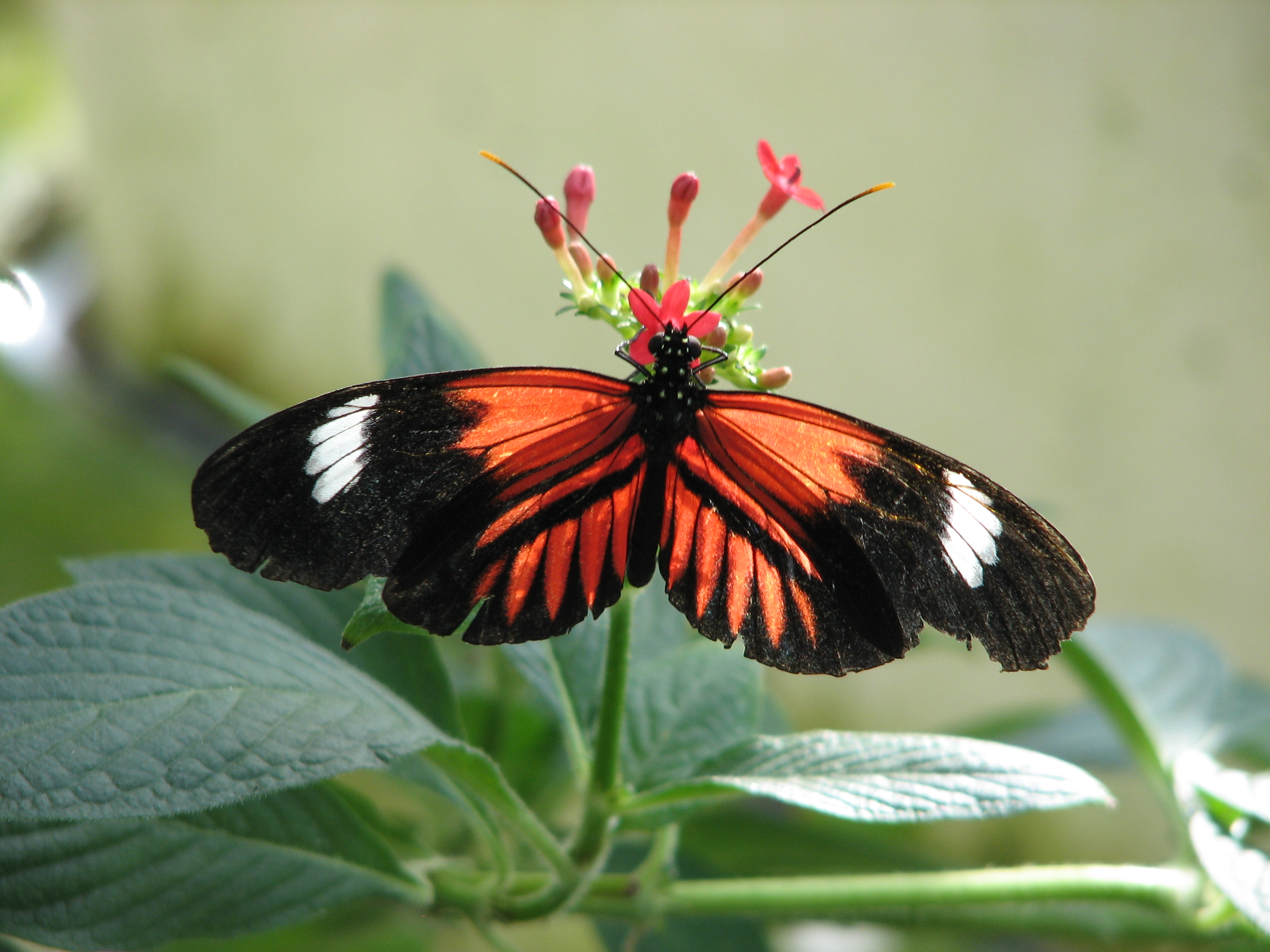
Heliconius melpomene.

Ce phénomène induit que deux organismes toxiques convergent vers un même morphe (mêmes couleurs vives, même forme). Ainsi, les prédateurs croisant leurs chemins associeront directement ces espèces et les reconnaitront comme dangereuses. Ce mimétisme est avantageux pour les deux espèces qui le pratiquent car les prédateurs apprennent d’autant plus vite qu’il est malavisé de les consommer.
Par exemple, les vipères européennes possèdent très souvent un chevron qui indique leur dangerosité. De même, les papillons tropicaux Heliconius melpomene et Heliocus erato sont un exemple de mimetisme müllérien : tous les deux sont toxiques et se ressemblent par leurs couleurs.

##### Mimétisme batésien

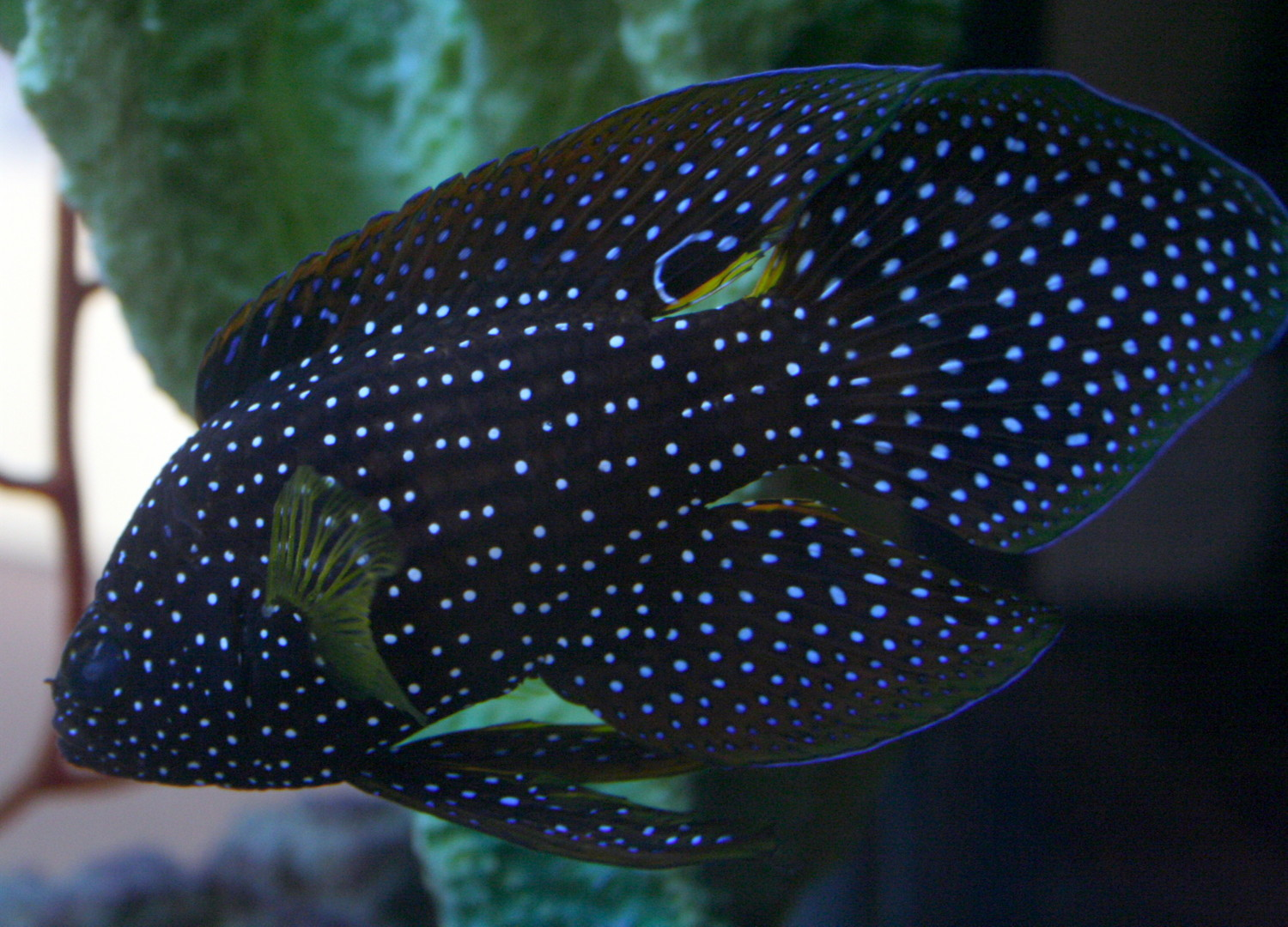
Calloplesiops altivelis.

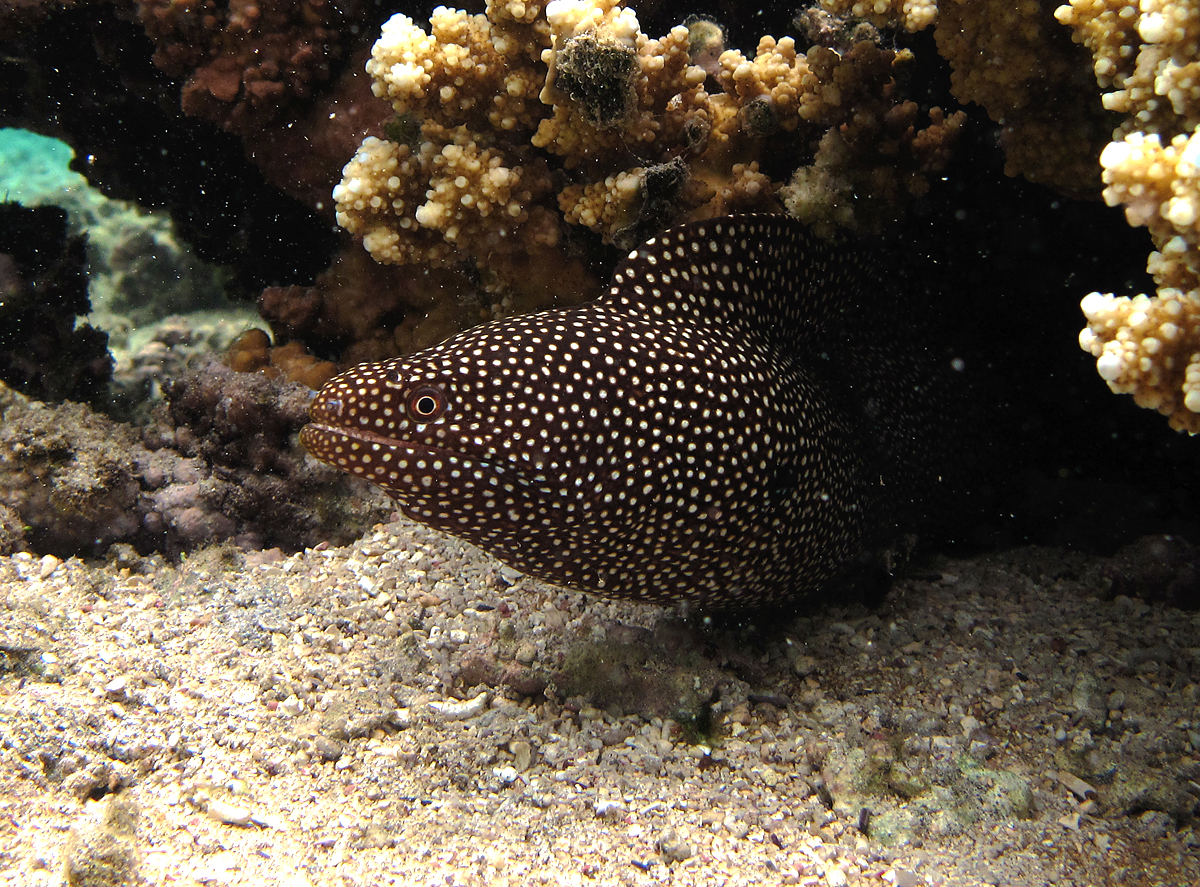
Gymnothorax meleagris.

Le mimétisme batésien fait intervenir deux organismes : un organisme « modèle », nuisible, dangereux, équipé d’un système prévenant les prédateurs de sa dangerosité (une vive coloration par exemple), et d’un organisme mime ou synoptique qui est lui inoffensif. L’espèce imitatrice va prendre la forme, la couleur de l’espèce modèle pour survivre et se protéger des prédateurs. Ces derniers, connaissant le système d’alarme de l’organisme modèle pour sa dangerosité, vont confondre l’organisme mime avec le modèle et l’ignoreront.
Ce mimétisme fonctionne seulement si l’espèce modèle est présente dans le milieu. Cette stratégie est basée sur le fait que l’organisme modèle et l’organisme synoptique sont protégés tous les deux de la prédation. Cependant, ce mimétisme n’est plus avantageux lorsque l’espèce modèle est absente du milieu. En effet, les prédateurs ne seraient plus capables d’associer l’espèce mime à une espèce dangereuse. De plus, ce mimétisme a un effet fréquence-dépendance car il ne fonctionne que si le mime est rare dans la population.
Par exemple, lorsque le poisson comète, Calloplesiops altivelis, rencontre un prédateur, il imite l’apparence de la tête d’une murène toxique, Gymnothorax meleagris dans le but d’intimider le prédateur.

##### Aposématisme

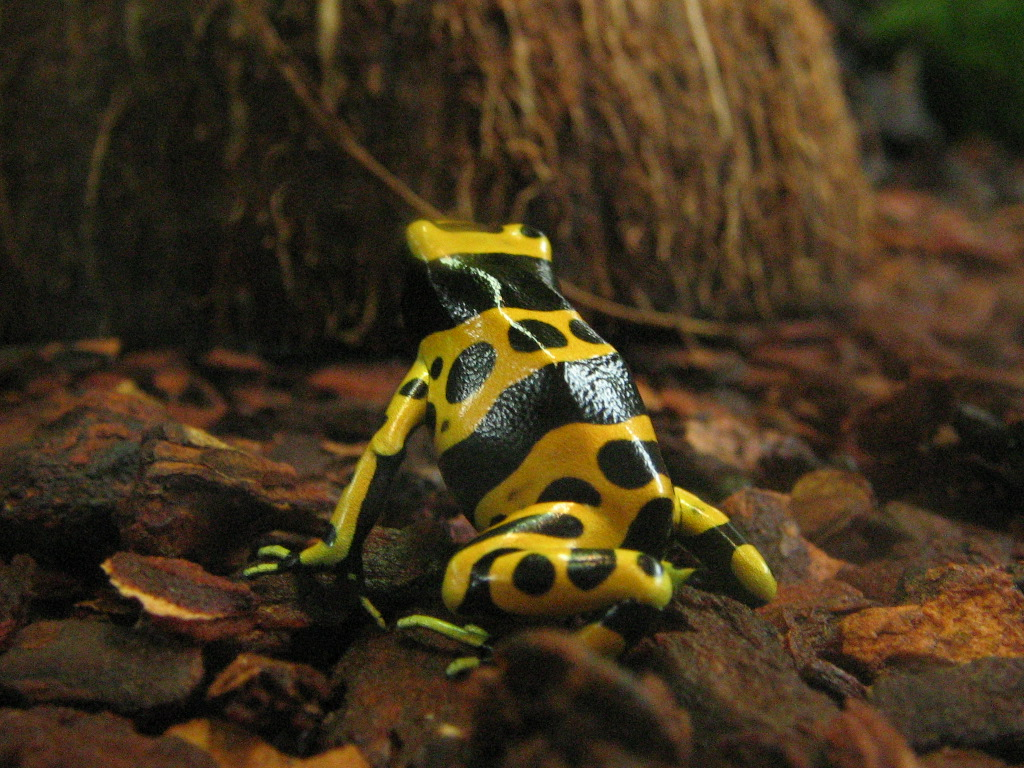
Dendrobates leucomelas.

Cette stratégie regroupe les systèmes d’alarme signalant la non profitabilité et la toxicité d’un organisme à ses éventuels prédateurs. Les signaux émis peuvent être de différentes formes : visuels, chimiques ou olfactifs. Beaucoup d’espèces nocives adoptent des couleurs très vives qui reflètent leurs toxicités. C’est le cas des grenouilles Dendrobatidae très venimeuses et abordant des couleurs particulièrement vives indiquant leur toxicité.

##### Mascarade

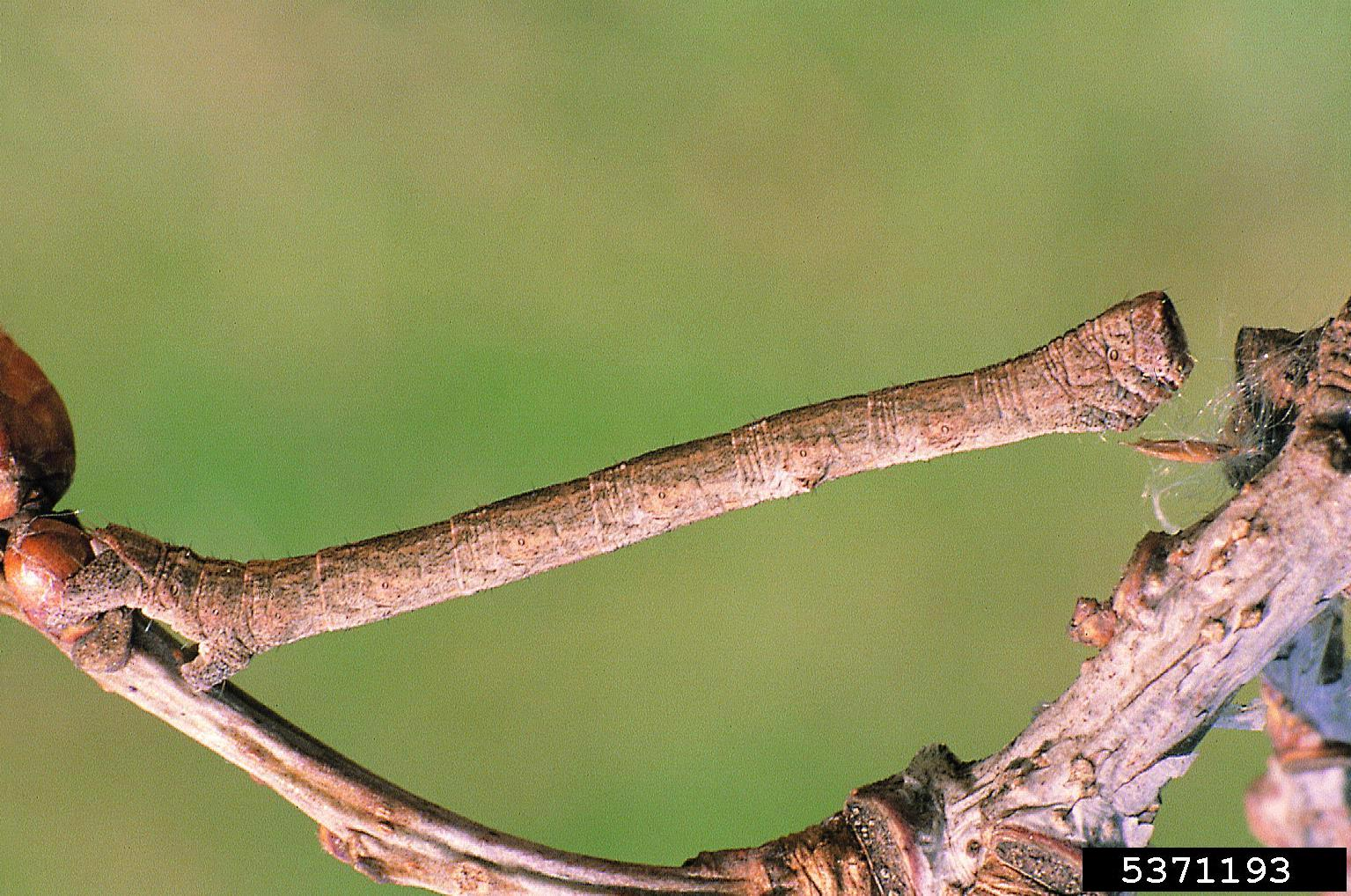
Chenille (Peribatodes rhomboidaria).

Cette stratégie permet à l’organisme de ne pas être identifié en imitant un objet qui ne présente aucun intérêt pour le prédateur. Par exemple des chenilles imitent des brindilles pour échapper à leurs prédateurs, comme certains oiseaux.

### Évitement
L’instinct de fuite est le comportement le plus observé lorsqu'un prédateur attaque sa proie (excepté lorsque celle-ci est un végétal). C’est un comportement typique de nombreux herbivores comme les gnous (dès que les lionnes lancent leur attaque, le troupeau entier prend la fuite tout en mettant en son centre les petits). Les petits des herbivores étant des cibles faciles, la sélection naturelle a favorisé leur capacité à marcher et surtout à courir dès les premières minutes de leur vie. La fuite est également très répandue au sein des milieux aérien et aquatique.

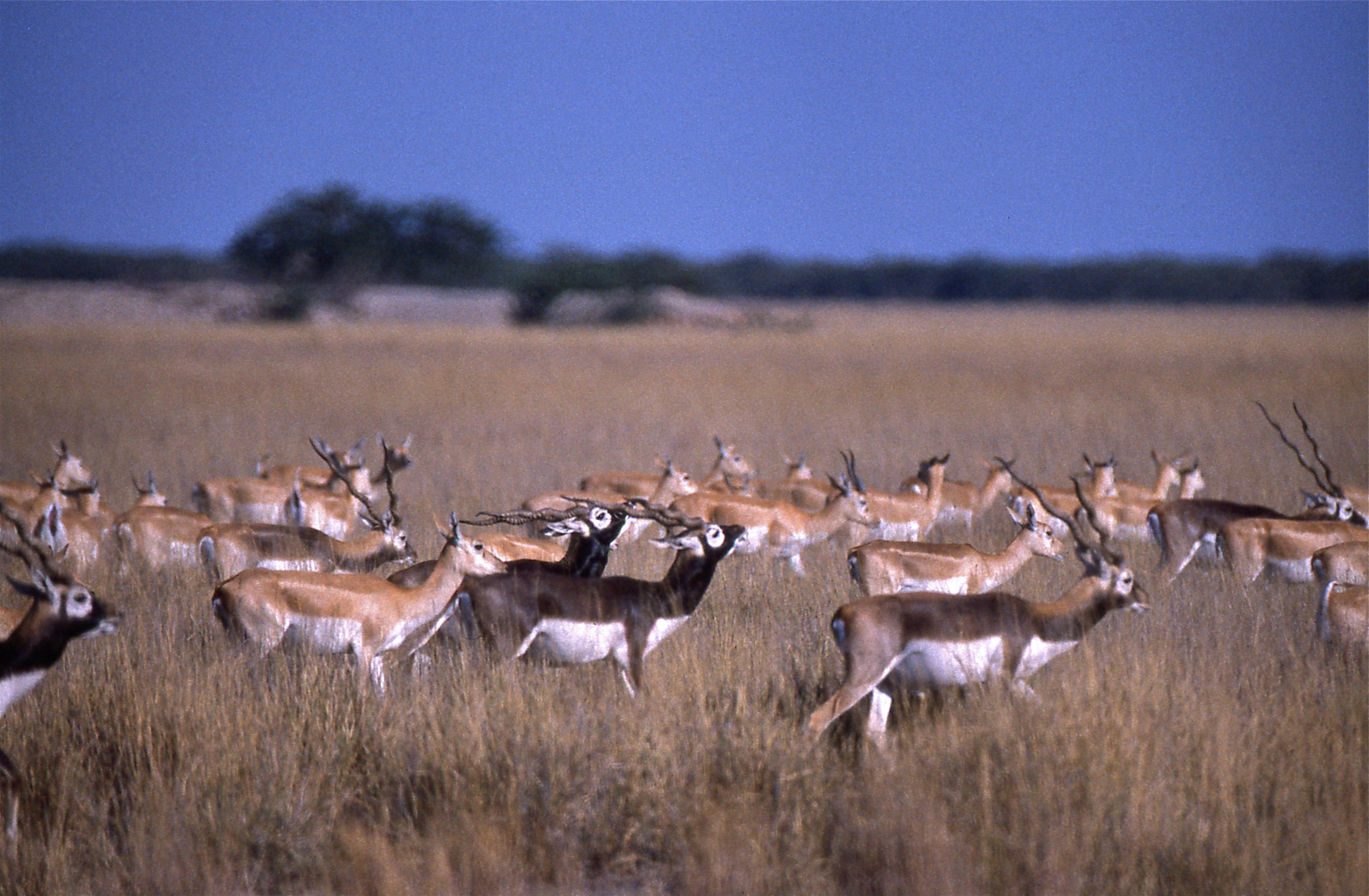
Troupeau d'antilopes.

Afin de faciliter leur fuite, beaucoup d’espèces comptent sur leur vitesse. En effet, plus le prédateur est performant, plus la proie a intérêt à améliorer ses capacités à le distancer. L’exemple le plus connu est celui du guépard et de l’antilope. Le guépard a une vitesse moyenne de 72 km/h et peut atteindre jusqu’à 140 km/h sur de brèves périodes, cependant la course lui est éprouvante. L’antilope elle, a une vitesse moyenne de 60  à   80 km/h, peut atteindre 96 km/h en vitesse de pointe mais surtout possède une bonne endurance. C’est ce qui lui permet d’échapper à son prédateur. La vitesse est donc une précieuse défense anti-prédation.

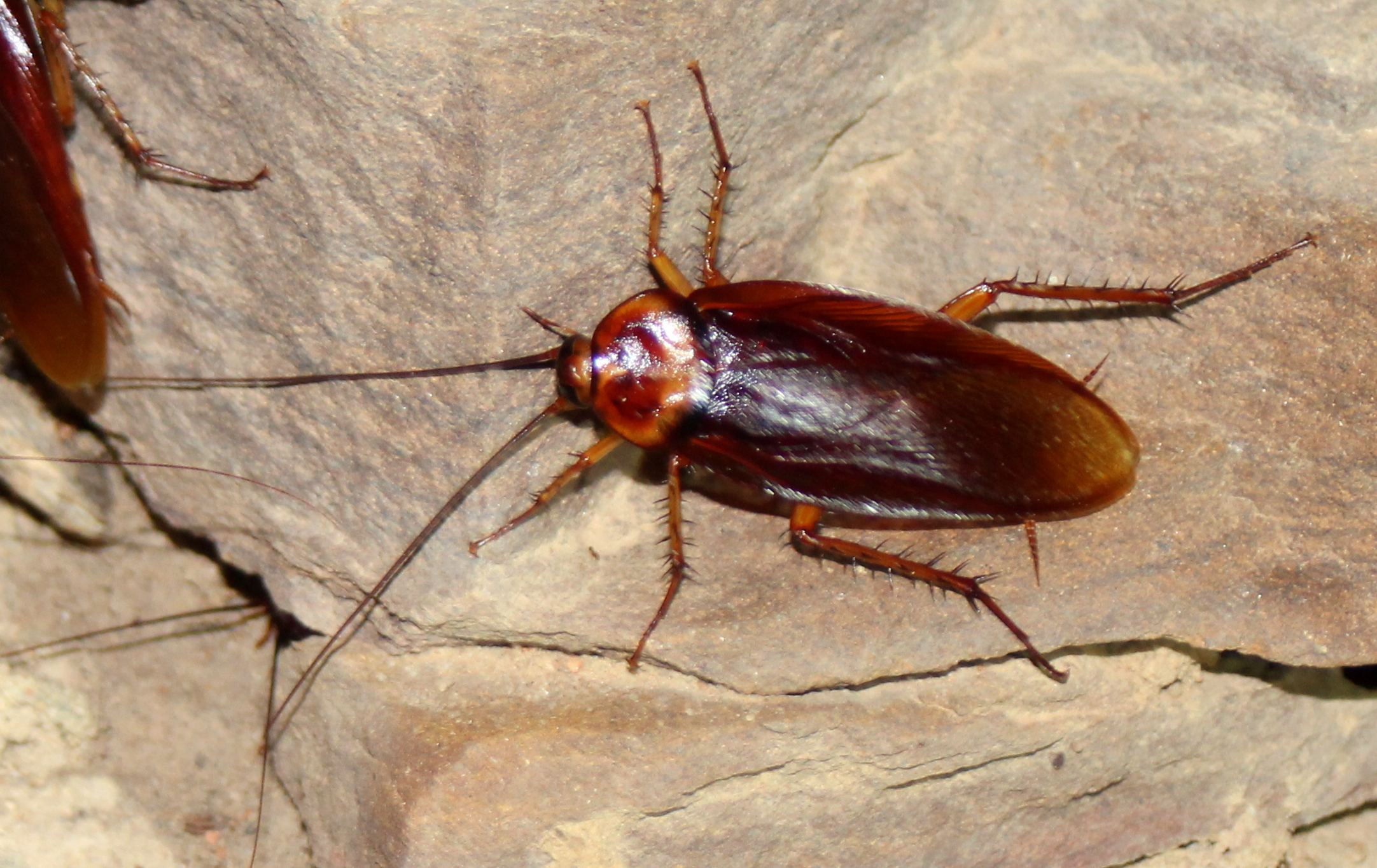
Blatte américaine.

Par ailleurs, si un animal échappe à son prédateur en empruntant toujours le même chemin, le prédateur risque de s’en souvenir, d’anticiper et ainsi de piéger sa proie. C’est pourquoi avoir un comportement imprévisible est une bonne défense anti-prédation. C’est le cas des blattes Periplaneta americana, qui parviennent à éviter leurs prédateurs grâce à la grande variabilité de leurs trajectoires de fuite : elles les sélectionnent d’après quatre modèles et ce, de manière totalement imprévisible. Ces modes de comportement imprévisibles dans la nature sont relativement structurés : les animaux se comportant de manière apparemment simple ont en réalité le choix entre plusieurs stratégies.
En effet, d’autres animaux ont développé une stratégie plutôt « agaçante » pour leurs prédateurs. Lors d’une attaque, ils concèdent volontairement une partie de leur corps non vitale à leur prédateur. C’est ce qu’on appelle la capacité d’autotomie ou redirection de l’attaque. Défense très répandue chez les lézards, crabes et lombrics, elle a récemment été découverte chez un gastéropode japonais : Satsuma caliginosa caliginosa. Celui-ci détache (par un mécanisme encore mal connu) la partie postérieure de son corps afin de rentrer entièrement dans sa coquille.
Enfin, face à une attaque aérienne ou terrestre, certains animaux (terrestres et aquatiques) utilisent la submersion. C’est le cas des nouveau-nés des tortues marines : dès leur éclosion (sur la plage), les bébés doivent rejoindre la mer au plus vite afin d’échapper à leurs prédateurs terrestres (oiseaux, mangoustes…).

### Déjouer la manipulation

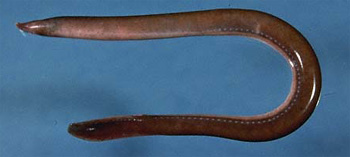
Myxine.

Pour éviter d’être manipulés par leurs prédateurs, des espèces ont développé des défenses particulières. Certaines d’entre elles utilisent des méthodes mécaniques comme la moule : sa coquille, une fois fermée, lui permet d'être à l’abri de son prédateur. Par ailleurs, la myxine, invertébrée anguiforme, possède une technique bien à elle pour échapper à ses prédateurs : lorsqu'ils tentent de la manger, la myxine secrète un mucus qui, au contact de l’eau de mer, gonfle pour former jusqu’à 20 litres de substance visqueuse. Les prédateurs ont alors leurs ouïes totalement obstruées, ce qui les pousse à recracher leur proie et s'en aller.
Chez les oiseaux, la méthode du houspillage est fréquemment utilisée. Ceux-ci s’allient pour chasser les prédateurs : ainsi harcelés, ils finissent généralement par quitter les lieux. Cette méthode est essentiellement utilisée pour défendre le territoire et les oisillons.

### Résister à la consommation

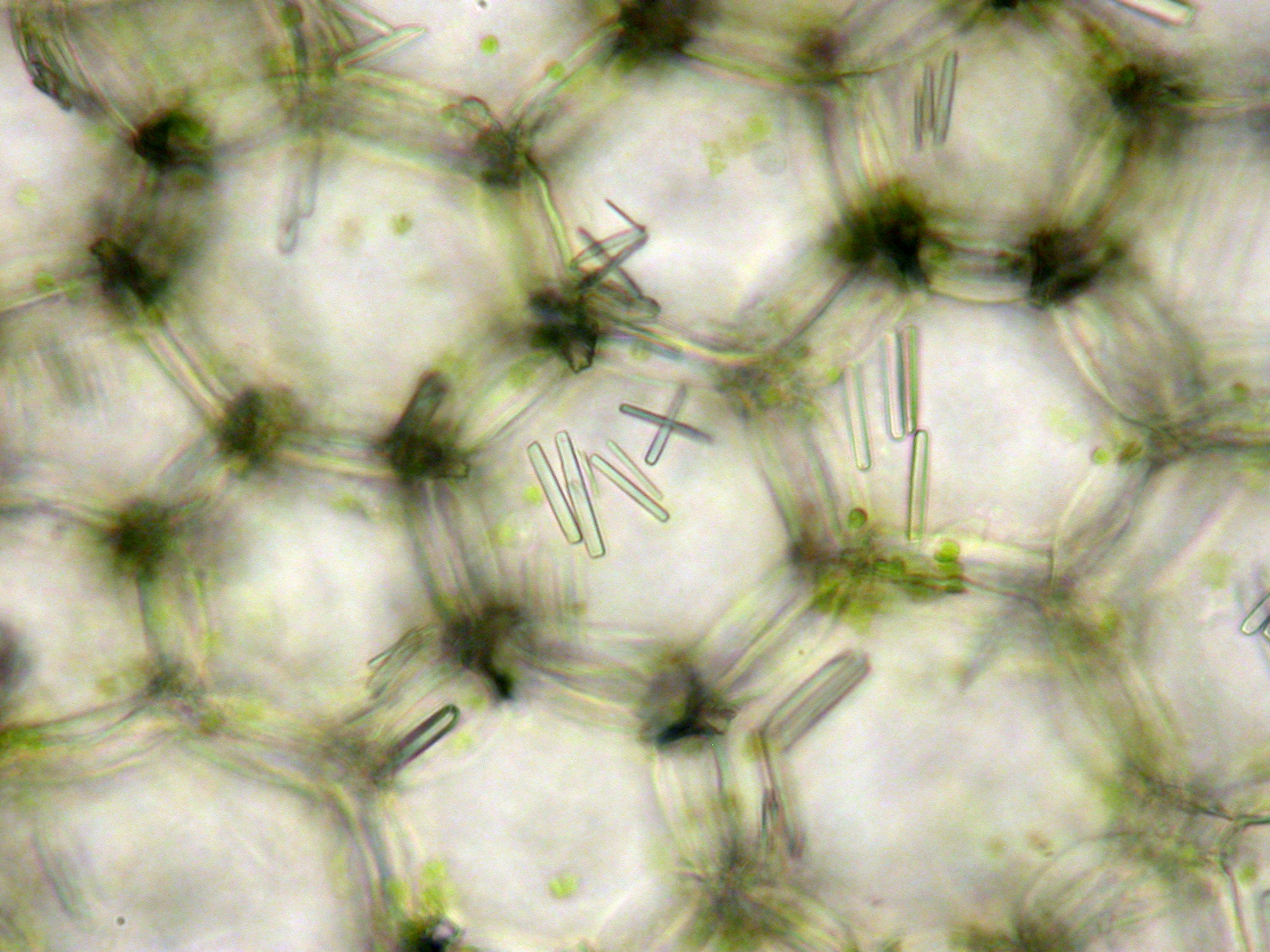
Raphides.

Enfin, certaines défenses anti-prédation évitent aux proies d’être consommées. Elles peuvent par exemple résister au transit. Cette défense est surtout utilisée par les végétaux : ils possèdent des raphides, aiguilles d’oxalate de calcium ou de carbonate de calcium présentes dans leurs tissus, qui rendent douloureuses leur ingestion. Elles peuvent blesser la bouche et œsophage des herbivores et facilitent la libération des toxines de la plante.
En effet, la libération de toxines (dite allélopathie) peut aussi avoir une valeur contre la prédation. Elle regroupe chez les plantes plusieurs interactions biochimiques d’une plante sur un autre organisme, dédiées par des métabolites secondaires tels que les acides phénoliques, les flavonoïdes, les terpènes et les alcaloïdes.
Certaines espèces libèrent un poison quand elles sont mordues ou en proie à l’ingestion. C’est le cas du triton rugueux (Taricha granulosa) : la neurotétrodoxine (TTX) qu'il produit est la substance non protéique la plus toxique connue. 
L’ingestion d’une portion même infime de la peau de ces tritons est létale pour l'homme ou un prédateur en bonne santé. La couleuvre rayée (Thamnophis sirtalis dite serpent-jarretière) a néanmoins coévolué avec lui en devenant résistante à ses toxines.

### Choix de l'habitat
Le choix de l’habitat est déterminant afin de minimiser l’effet de la prédation. Une étude sur la grenouille taureau nord-américaine Rana catesbeiana a montré que la prédation des œufs par les sangsues (Macrobella decorata) est importante mais qu’elle s’atténue dans des eaux plus chaudes et là où la végétation est plus importante. Les mâles les plus forts conquièrent ces territoires de meilleures qualités et les femelles sont capables d’apprécier la qualité d’un territoire qui sera déterminante pour la ponte et la survie des jeunes.

### Comportement grégaire

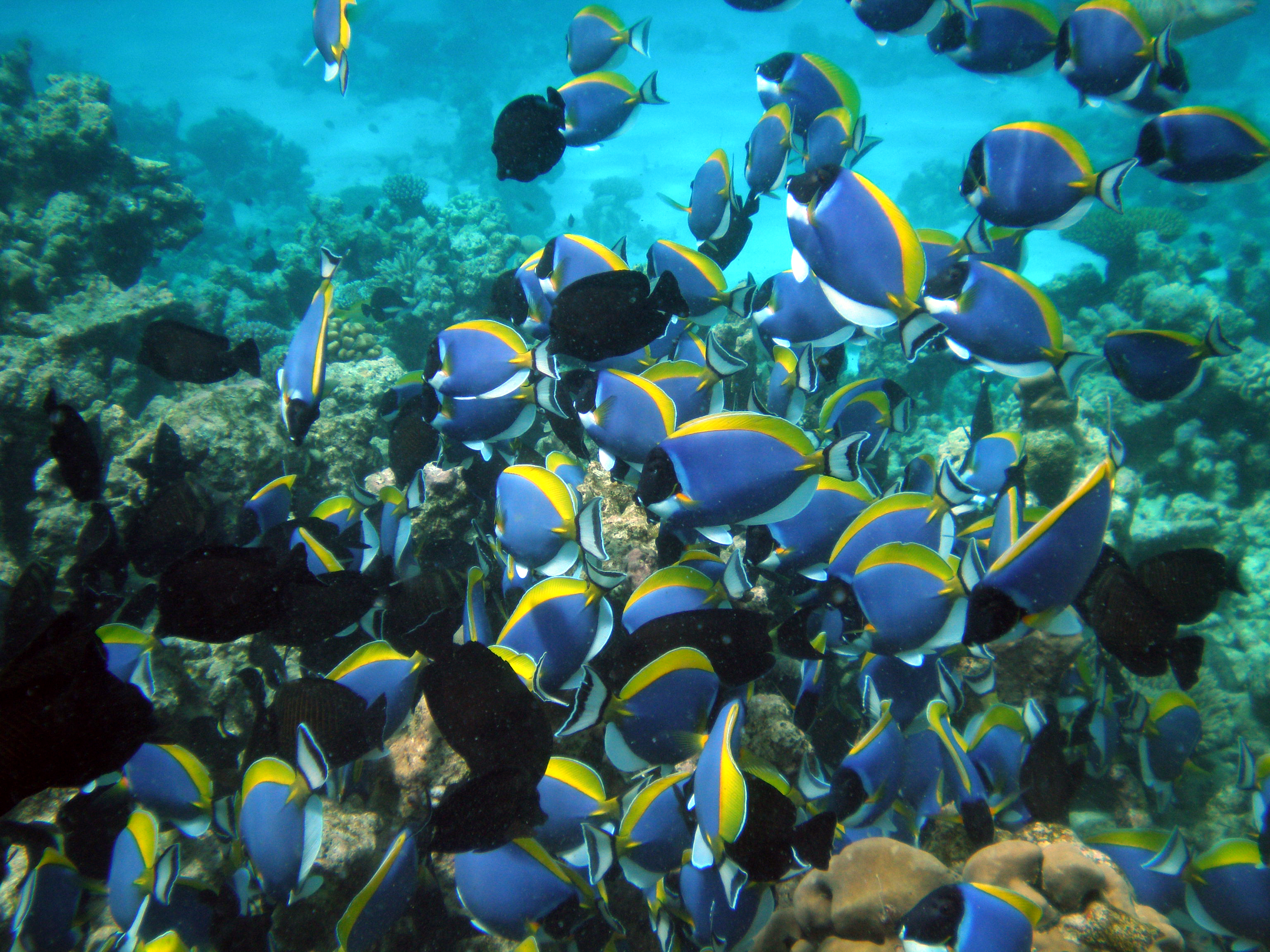
Banc de chirurgiens à poitrine blanche (Acanthurus leucosternon).

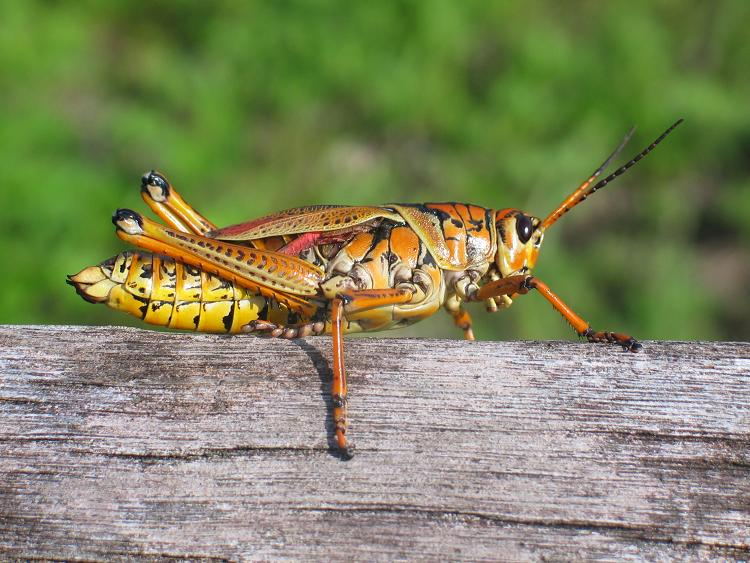
Criquet Romalea microptera.

Les comportements grégaires sont le regroupement des individus en sociétés hiérarchisées, ou non. 

Ce comportement a un rôle dans les défenses anti-prédation. D’une part il permet la “dilution” des individus au sein d’un grand groupe (la probabilité d’un poisson au sein d’un banc d’être attrapé par un prédateur est moindre que si le poisson est isolé) et d’autre part, au sein d’une société hiérarchisée, les individus les plus faibles ont plus de chances d’être mangés, tandis que les individus les plus forts sont avantagés. Dans certains cas le groupe peut aussi plus facilement défendre les jeunes.
Il y a également un « effet de confusion » qui induit une difficulté pour un prédateur de repérer les individus. Exemple : en s'enfuyant tous, les individus empêchent le prédateur de se concentrer sur une proie en particulier), un « effet des yeux multiples » (de l'anglais « many eyes effect », principe de la vigilance collective (en)),.
Il existe aussi d’autres conséquences du grégarisme sur les défenses anti-prédation comme, l’avantage de survie des individus lents dans des agrégations de proies aposématiques face aux rencontres avec les prédateurs. Les résultats d’une étude montrent que les individus les plus rapides, d’une agrégation d’insectes aposématiques formant une cohorte lente, ont plus de chances d’être attaqué par des prédateurs eux aussi rapides. En effet, un prédateur rapide, s’attaquera en premier une proie rapide. Les mouvements lents ont co-évolués de manière antagoniste avec les prédateurs qui détectent les mouvements rapides. Les mouvements pour échapper aux prédateurs sont un élément important pour les défenses des proies. Les criquets les plus lents d’une agrégation de criquets ont moins de chance d’être mangés que les plus rapides.

### Rareté
Les espèces rares dont les individus sont rares, peu repérables et dispersés, qui ont donc une faible abondance locale et/ou une aire de distribution limitée ont moins de risques de rencontrer des prédateurs.
Une proie rare représente une ressource insuffisante pour les prédateurs spécialistes qui se nourrissent d’espèces particulières. Un prédateur généraliste, qui se nourrit lui de plusieurs espèces, se concentre principalement sur les espèces abondantes, appelée sélection apostatique. Ainsi les proies rares sur lesquelles il a moins de chance de tomber passent à travers les mailles de son filet. C’est pourquoi, le fait d’être rare semble être un avantage sélectif pour les proies. Cependant, si les prédateurs deviennent très abondants dans le milieu, la sélection peut devenir antiapostatique : les prédateurs se retournent alors sur les proies rares.  Il faut préciser que si une espèce reste rare c’est par la contrainte, car elle n’a pas d’autres choix pour survivre.

### Moyens d'intimidation
Afin d'éloigner leurs prédateurs, certaines espèces animales adoptent un comportement dissuasif, consistant à intimider ou à effrayer ceux-ci.
- Le gorille peut frapper sur sa poitrine pour intimider et foncer si l'agresseur ne part pas.
- Le chat hérisse le poil et courbe le dos pour paraître plus gros.

### Autres moyens de défense
- Le gymnote peut électrocuter ses ennemis.
- Les frelons peuvent voler en essaim autour de l'agresseur.